# Madame Bovary (film 1933)
Madame Bovary è un film del 1933 diretto da Jean Renoir, tratto dall'omonimo romanzo di Gustave Flaubert.
La trama del film si attiene fedelmente a quella del romanzo.

## Trama
Normandia, luglio 1839, fattoria dei Bertaux.
Charles Bovary, medico di campagna, rimasto vedovo, si risposa con la figlia di un fattore, Emma Rouault. Charles è benestante, ma anche noioso e maldestro. Emma, che non ama il marito e sogna una vita romantica, spera che la nascita di un maschio salvi il loro matrimonio. Partorisce una figlia.
Per sfuggire alla malinconia e soddisfare il suo desiderio d'evasione, Emma accetta il corteggiamento di un giovane studente di giurisprudenza, Léon Dupuis, che sembra condividere con lei il gusto per le "cose belle della vita". Quando Léon se ne va per motivi di studio a Parigi, Emma intraprende una relazione con un ricco proprietario terriero, Rodolphe Boulanger e vorrebbe fuggire con lui. Rodolphe, anche amandola, non vuole abbandonare tutto per lei e glielo comunica in una lettera. Emma si ammala gravemente e per qualche tempo si rifugia nella religione.
Una sera, a Rouen, Emma e Charles assistono ad un'opera, ed Emma incontra di nuovo Léon. I due iniziano una relazione. Emma si reca in città ogni settimana per incontrarlo, mentre Charles crede che lei prenda lezioni di pianoforte. La donna spende esorbitanti somme di denaro. Dopo che i suoi amanti le hanno rifiutato il denaro per pagare i debiti, ingoia dell'arsenico e muore al termine di un'agonia lenta e straziante.

## Produzione
La proposta di fare un film tratto dal capolavoro di Flaubert venne fatta a Renoir da Gaston Gallimard per la casa di produzione NSF (Nouvelle Société de Films).

### Riprese
Le riprese del film avvennero durante l'autunno 1933: gli esterni furono girati nella campagna di Rouen e di Lyons-la-Forêt in Normandia, gli interni negli studi di Billancourt.

### Cast
Renoir si avvalse di attori provenienti dal teatro: suo fratello Pierre Renoir nel ruolo del protagonista, Valentine Tessier, che aveva recitato prima con Copeau e poi con Louis Jouvet, Max Dearly nel ruolo del farmacista Homais, Robert Le Vigan in quello del mercante di stoffe, Romain Bouquet del notaio Guillaumin e Pierre Larquey dello storpio Hippolyte Tautain: tutti affermati attori di teatro.

### La versione integrale originale
Il regista realizzò una versione del film di 190 minuti (3292 metri) mai proiettata nelle sale pubbliche. I produttori, spaventati dalla lunghezza, imposero una serie di tagli e il film uscì in una versione, notevolmente mutilata, di due ore circa.
La versione originale integrale, di cui Bertolt Brecht che l'aveva vista di passaggio da Parigi, si era dichiarato entusiasta, è andata perduta.

## Prima e accoglienza
Madame Bovary fu un film incompreso dalla critica francese e un fallimento commerciale: uscito il 4 gennaio 1934 al Ciné-Opéra di Parigi, rimase in cartellone poco tempo.
Nel novembre del 1934 il film fu presentato all'Acme Theater di New York e ottenne un buon successo di critica.

## Critica
Il Dizionario Mereghetti definisce il film «troppo solenne e rigido». Il Dizionario Morandini ne critica «il teatralismo di fondo», pur giudicando suggestiva la ricostruzione d'epoca.

## Il rapporto con l'opera letteraria
François Truffaut:
«Dei trentacinque film di Jean Renoir, almeno quindici sono ricavati da opere preesistenti: Christian Andersen, Émile Zola, La Fouchardière, Georges Simenon, René Fauchois, Guy de Maupassant, Gustave Flaubert, Gorky, Octave Mirbeau, Rummer Godden, Jacques Perret e tuttavia vi si ritrova sempre e immancabilmente Renoir, il suo tono, la sua musica, il suo stile, senza che l'autore di partenza venga mai tradito; e tutto questo semplicemente perché Renoir assorbe tutto, si interessa a tutto e a tutti».

## Tecnica cinematografica
Éric Rohmer:
«Un unico e costante partito preso di stile per mettere in scacco l'oggettività di principio del romanziere: l'arretramento nel senso materiale del termine. Non si tratta di profondità di campo, come precedentemente ne La cagna o in Boudu salvato dalle acque, dato che i primi piani sono generalmente composti da ingressi (mobili e soprattutto cornici di porte o finestre), mentre l'essenziale della scena si svolge a distanza. Queste "cornici nella cornice", questi giochi di scatole affermano chiaramente che gli eroi di questa storia recitano e recitano con loro stessi una commedia ininterrotta, che neanche i tormenti della morte fermano. I due battenti della porta che si chiude sul palco anticipano il sipario finale de La carrozza d'oro».

## Riconoscimenti
Nel 1934 è stato indicato tra i migliori film stranieri dell'anno dal National Board of Review of Motion Pictures.